# Будимир Пантовић
Будимир Пантовић (?−?) мање је познат драгачевски каменорезац из села Вича, активан у првој половини 20. века.
Клесарски занат савладао по угледу на Млађена Раковића и његове ученике. Споменике израђивао од живичког пешчара.
На Страњанчевича гробљу у Живици подигао споменик рано преминулом сину Миленку (1920-1937). Поетски надахнут епитаф гласи:
Овде вене прелијепо цвеће
које више цветати неће.
МИЛЕНКО
син Будимира и Маре Пантовић
из Виче
Ја поживик 17 лета
па ме стиже Болес клета
не могок јој наћи лека
и она ме скиде
са овога света
6. јуна 1937 год.
Тек од зоре сину зрак
моје тело прекри мрак.
Кад славуја чујете у гори
сетите се где су моји двори
руке своје на срце метите
ког немате увек се сетите.
Збогом остајте сви другови моји
и ви сеје и остале девојчице
на гробу ми посадите цвеће
више Миле никад доћи неће.
писо отац Будимир Пантовић